# Gabriel Izard
Joseph Gabriel Pierre Izard (ur. 28 września 1901 w Bagnères-de-Luchon, zm. 28 października 1971 w Tuluzie) – francuski bobsleista, olimpijczyk.

## Występy na IO
| Rok  | Igrzyska Olimpijskie | Konkurencja             | Wyniki                                |
| 1924 | Chamonix             | czwórki/piątki mężczyzn | DNS w drugim ślizgu; nieklasyfikowany |